# Božislav
Božislav je moško osebno ime.

## Izvor imena
Ime Božislav je različica osebnih imen Božidar oziroma Božislava.

## Pogostost imena
Po podatkih Statističnega urada Republike Slovenije je bilo na dan 31. decembra 2007 v Sloveniji število moških oseb z imenom Božislav: 6.

## Osebni praznik
V koledarju je ime Božislav zapisano k imenoma Božidar oziroma Božislava.